# 阿姆河

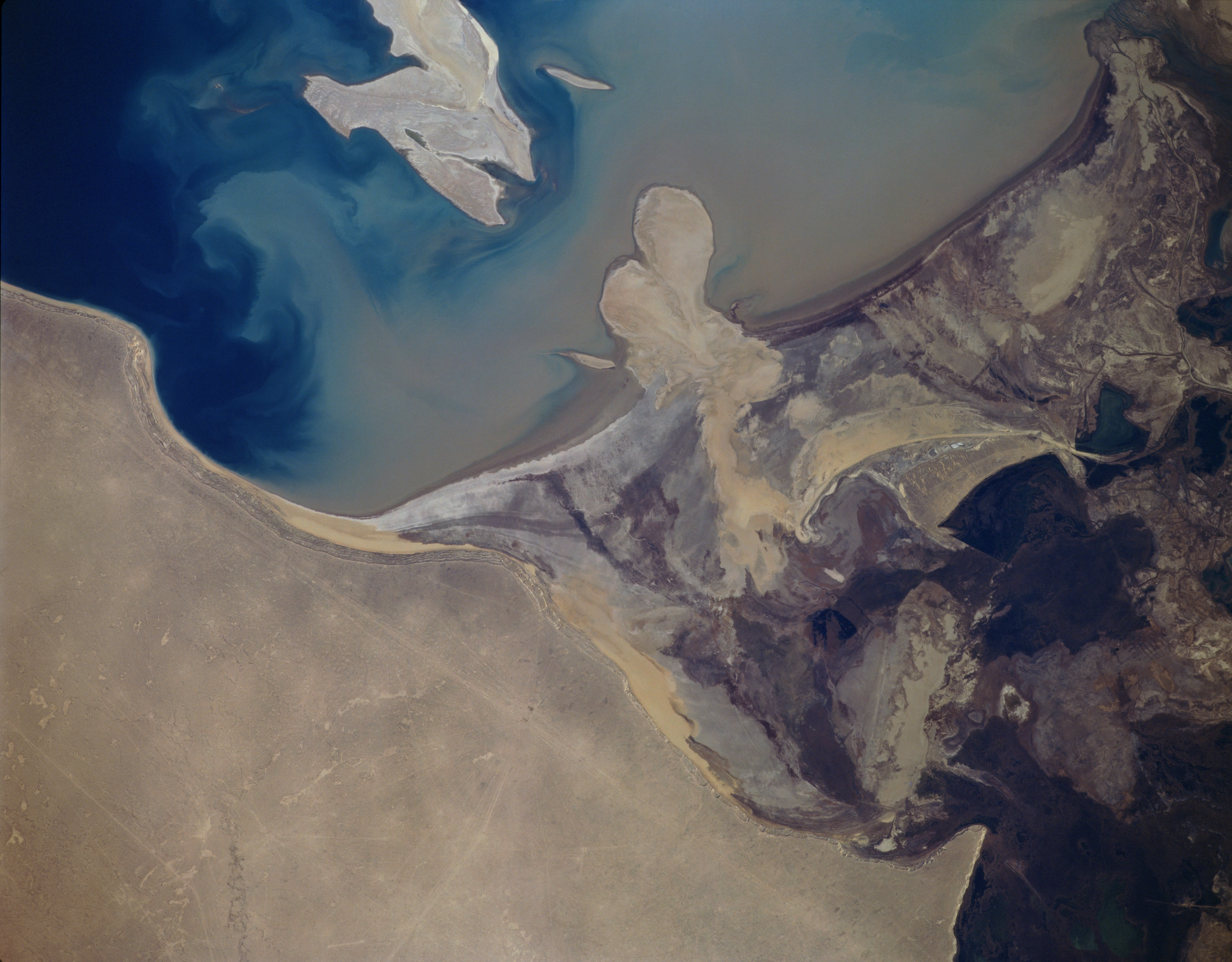
太空所见的阿姆河三角洲，1994年11月

阿姆河（波斯語：آمودریا），是中亞地区最長的内流河。在古代，這條河被認為是大伊朗和圖蘭之間的邊界。

## 名稱
阿姆河在各不同时期，不同语言中有着多个不同的称谓。古希臘語稱“奥克苏斯河”（／），拉丁語作“Ōxus”。中国《史记》、《汉书》中称之为“沩水”，《魏书》、《隋书》、《新唐书》、《旧唐书》称其为“乌浒水”，为“奥克苏斯”的对音。古伊朗语称其为“瓦赫舒河”。《大唐西域记》中作“缚刍河”，即为“瓦赫舒河”的对音。希伯來語稱其（Gozan）；阿拉伯語則為（Jihôn、Jayhoun）。《元史》作暗木河。《明史》作阿木河。

## 地理
阿姆河的源頭瓦罕河（Wakhan）出自帕米尔高原东南部和興都庫什山脈海拔的4900米的山岳冰川，西流匯合源出帕米爾高原的帕米爾河，稱噴赤河（Pyandzh），再曲折西流，匯合瓦赫什河後稱阿姆河，向西北流入咸海。流經塔吉克、阿富汗、烏茲別克、土庫曼四個國家。阿姆河長1415公里；從源頭起算，全长2540公里，流域南北宽960公里，东西长1400公里，面积46.5万平方公里。靠高山冰川和融雪補給，每年有春、夏兩次汛期。河水含沙量多，水力資源豐富，有灌溉之利，建有多處水電站和水庫。從河口到查爾朱可通航。阿姆河也是文化的分界：3世紀時是嚈噠與伊朗，後來是突厥與伊朗，涇渭分明。据记载，阿姆河并不总是流入咸海，历史上曾注入里海。

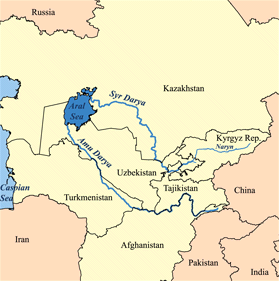
阿姆河區域